# サンテュルシズ
サンテュルシズ （Saint-Urcize、オック語:Sent Rocise）は、フランス、オーヴェルニュ＝ローヌ＝アルプ地域圏、カンタル県のコミューン。

## 地理

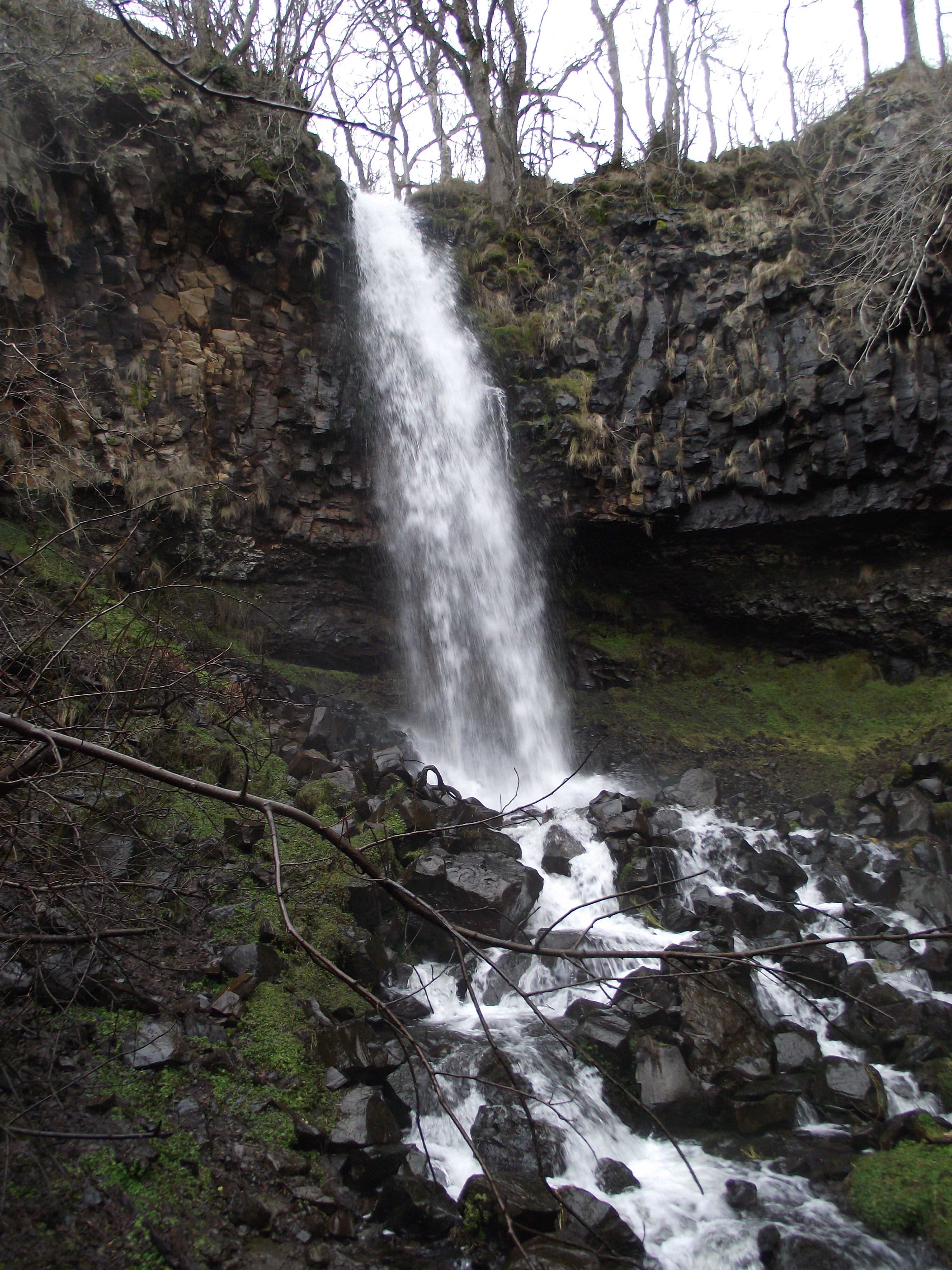
ジュー・ジューの滝

サンテュルシズは、中央高地にあり、オーブラック地方に属する。村のすぐ近くで、レール川の氷河谷とその特徴的な姿を見つけることができる。谷は、垂直に切り立った玄武岩の崖で囲まれる。崖は、後に土砂で埋まった非常に平らな谷底が続くのと対照的である。レール川は谷の最も低いところで行き止まり、グーテイユの滝の名で知られる小さな滝となる。村の最も近いところで、レール川左岸の小さな支流はジュー・ジューの滝となる。
コミューンには他にも重要な河川が流れる。リュモー川はベス川第一の支流である。ベス川との合流地点からそれほど遠くなく、リュモー川は氷河に削られて残った岩を横切り、狭い渓谷を掘ってつながる。
また、オーブラック峠の稜線は町の西端に通じ、南のピュイ・ド・ガデット（1427m）、北のドルリエ峰（1342m）につながっている。この領域では大雪となるため、シュペール・ブレーズというスキー場の創設が可能であった。

## 言語
コミューンではオック語がラングドック方言として話されており、オーヴェルニュ語は話されない。

## 人口統計
| 1962年 | 1968年 | 1975年 | 1982年 | 1990年 | 1999年 | 2006年 | 2011年 |
| ------ | ------ | ------ | ------ | ------ | ------ | ------ | ------ |
| 733    | 654    | 652    | 510    | 543    | 527    | 504    | 491    |

参照元:1999年までEHESS、2004年以降INSEE